# Loge Athanor
Loge Athanor is een vrijmetselaarsloge in Gent die behoort tot de Reguliere Grootloge van België. De bijeenkomsten vinden plaats in het Nederlands. Verschillende leden zijn afkomstig uit de wereld van de muziek, literatuur, beeldende kunsten en architectuur. 
Het woordt Athanor staat voor een type oven dat onder andere voor alchemistische doeleinden werd gebruikt.

## Geschiedenis
Deze loge werd opgericht vanuit de Gentse moederloge La Fidélité nummer 13. Het idee voor een uitzwerving was ontstaan eind 1994. De reden daartoe was de tweetaligheid van de moederloge die sommigen ervoeren als een relatieve belemmering, zowel voor de taalkundige verfijning van de ritualen als de spontane uitwisseling van gedachten en gevoelens. Een tweede motivatie van de initiatiefnemers was een nog intensievere beleving van de maçonnieke idealen door een beperkter aantal leden. Al in februari 1995 vonden de eerste officiële samenkomsten plaats in de archiefruimte van het Kasteel van Laarne. De loge werd geïnstalleerd op 28 oktober 1995 onder leiding van Louis De Bouvère, zesde grootmeester van de R.G.L.B. De plechtigheid, waarbij tevens het tableau werd ingewijd, greep plaats in de late namiddag in de lokalen van La Fidélité.  

## Bekende leden
- Frans Verleyen )1941-1997), journalist en auteur, stichtend lid
- jonkheer Paul de Pessemier 's Gravendries )1951), ondernemer, auteur en monumentenzorger, stichtend lid
- Jo Röpcke (1928-2007), filmrecensent en programmamaker